# Bayerische Staatsbibliothek

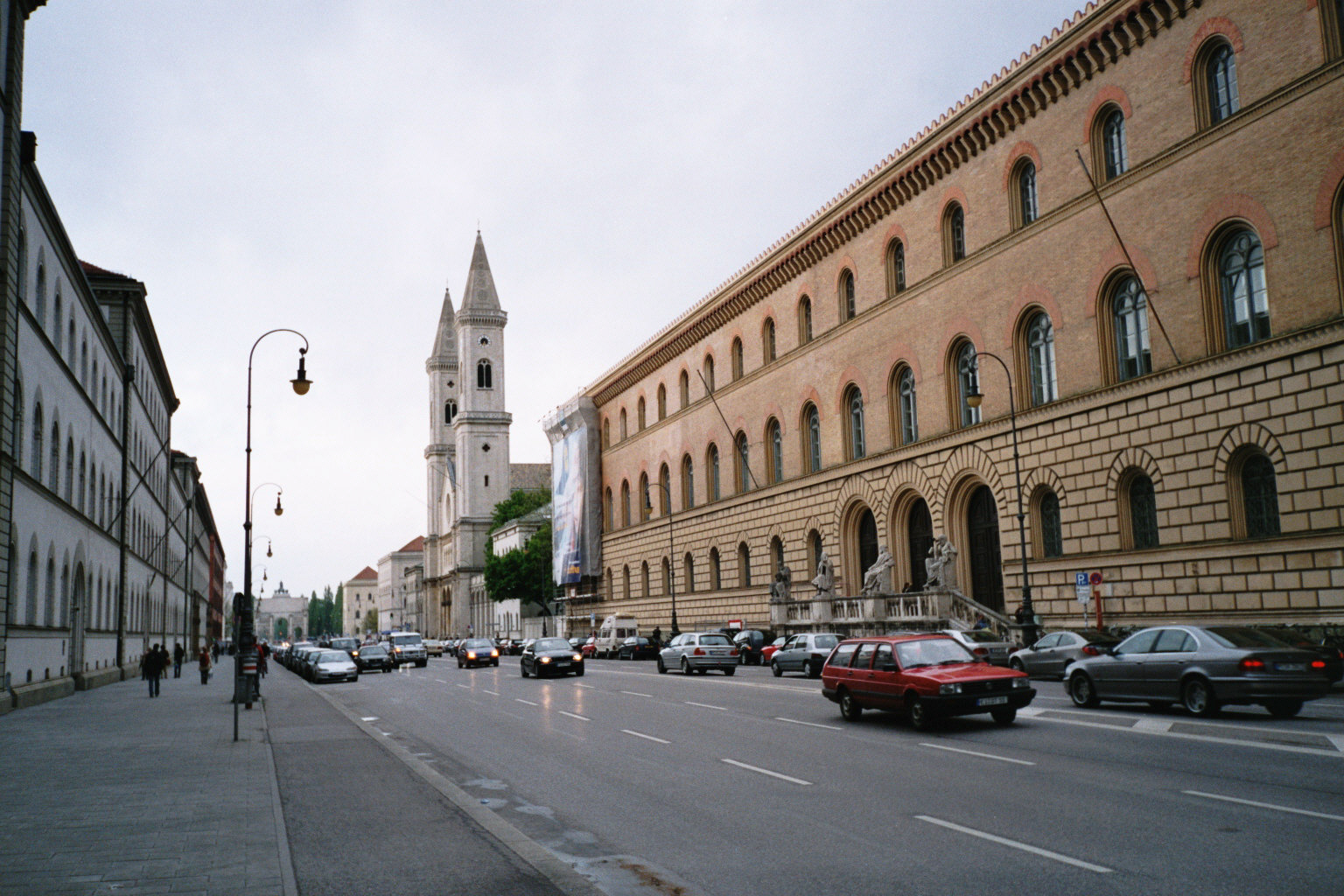
A Ludwigstraße a Bayerische Staatsbibliothek épületével

A Bayerische Staatsbibliothek (BSB; magyar fordításban Bajor Állami Könyvtár) Bajorország müncheni székhelyű központi könyvtára, egyúttal a Staatsbibliothek zu Berlin mögött a német nyelvterület második legnagyobb könyvállománnyal – mintegy 9 millió kötetszámmal – rendelkező általános könyvtára. Az 1558-ban V. Albert bajor herceg által alapított könyvtár 1663 óta napjainkig kötelespéldányjoggal rendelkezik, amelynek értelmében a kiadók minden Bajorországban nyomtatott könyvből kötelesek két példányt a könyvtárnak szolgáltatni. Világviszonylatban is jelentős a kézirattára, továbbá itt kezelik a legnagyobb németországi ősnyomtatvány-gyűjteményt is. Mindemellett az intézmény büszkélkedhet – a londoni British Library után – Európa második legnagyobb folyóirat-gyűjteményével. A könyvtár időszaki kiadványa a Bibliotheksforum Bayern, a Staatsbibliothek zu Berlinnel együttműködésben megjelentetett periodikája pedig a Bibliotheksmagazin.

## Története
A könyvtárat 1558-ban alapította V. Albert bajor herceg a München központi részén elhelyezkedő Alter Hof épületében. Udvari könyvtárának állománya kezdetben két gyűjteményen alapult: a humanista orientalista és filológus, Johann Albrecht Widmannstetter klasszikus szerzők írásaiból, teológiai, filozófiai, jogtudományi és orientalisztikai művekből álló könyvtárára, valamint az augsburgi bankár-könyvgyűjtő, Jakob Fugger itáliai, spanyolországi és németalföldi kézirat- és könyvgyűjteményére. Ez utóbbi magában foglalta Hartmann Schedel humanista történész magánkönyvtárát, azon belül pedig nagy értékű kézirat- és ősnyomtatvány-kollekcióját is. A könyvtár első, betűrendes és mutatójegyzékes katalógusát második kezelője, Wolfgang Prommer állította össze. Az intézmény első hivatásos könyvtárosát, Aegidius Oertelt 1561-ben nevezték ki az alapvetően a müncheni jezsuitákat kiszolgáló könyvtár élére.
V. Albert fia, az 1579–1597 között uralkodó V. Vilmos folytatta az állomány bővítését, neki köszönhetően kerültek a könyvtárba különféle magángyűjteményekből spanyol nyomtatványok, nyomtatott kották és humanista írásművek. 1600-ra a könyvtár állománya 17 ezresre gyarapodott.
Az 1802–1803 közötti bajorországi szekularizációs kampány keretében feloszlatták a hercegpüspökségeket, államosították az apátságokat és a kolostorokat, s ennek következtében az egyházi könyvtárakból mintegy 550 ezer könyv és 18 600 kézirat került át a müncheni könyvtár állományába. Az Alter Hofot a gyarapodó könyvtár – ekkori nevén Hof- und Staatsbibliothek – kinőtte, s 1827-ben Friedrich von Gärtnert bízták meg egy reprezentatív épület megtervezésével. Anyagi nehézségek miatt az alapkőletételre csak 1832-ben került sor, s a Ludwigstraßén folyó építkezés 1843-ig elhúzódott.
Mai nevét 1919-ben vette fel a könyvtár. A második világháború vészterhes időszakában az épület 85%-os kárt szenvedett, a könyvtár állományának egy része – mintegy félmillió kötet – megsemmisült. Az újjáépítés 1946-ban vette kezdetét, s a déli szárny renoválásával 1970-ben ért véget.

## Gyűjteményei

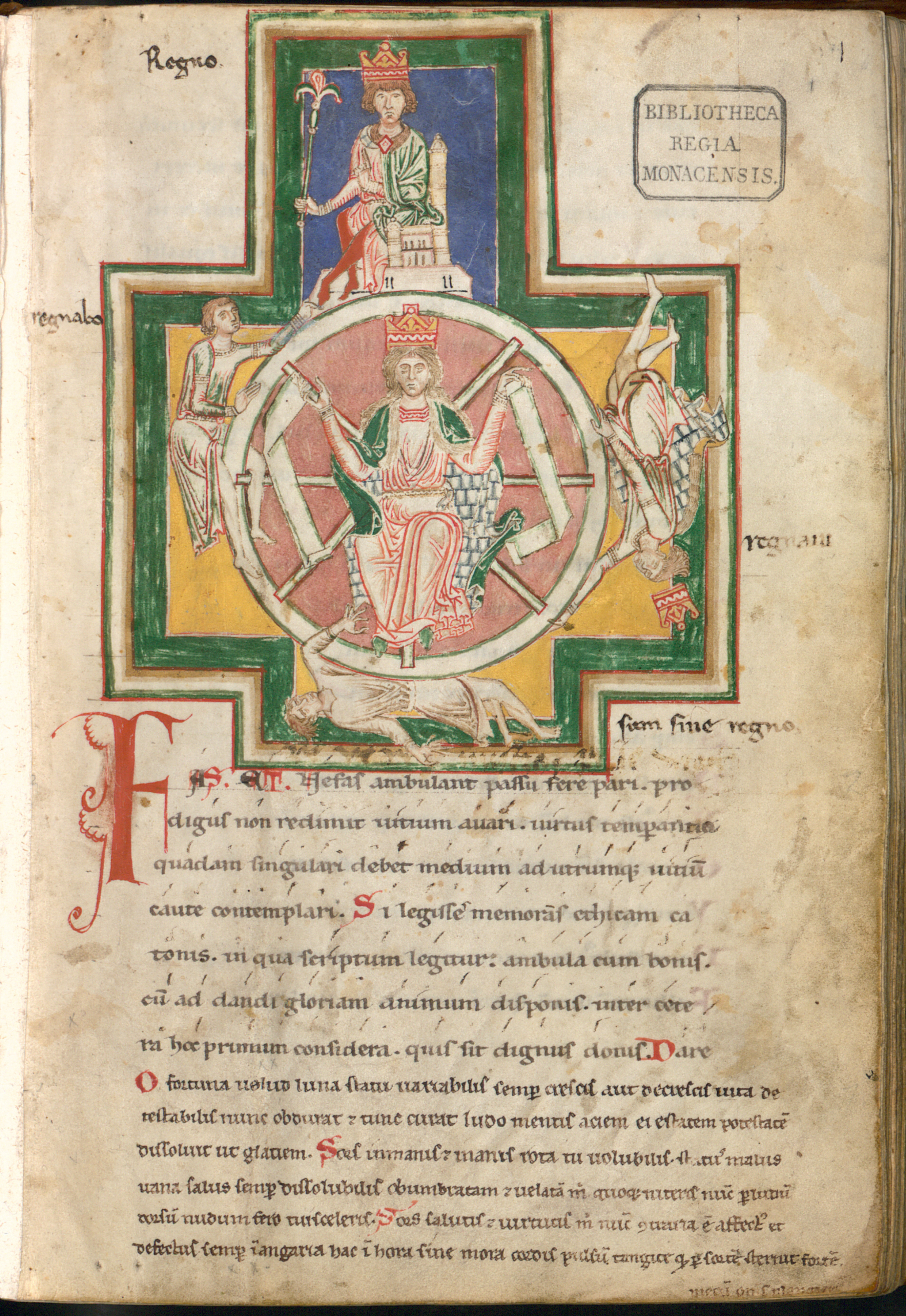
A könyvtárban őrzött Carmina Burana részlete Fortuna istenasszony és a sors kerekének ábrázolásával

A Bayerische Staatsbibliothek 9 millió kötetre rúgó főgyűjteménye mellett számottevő a kézirattára, amely megközelítőleg 90 ezer címet tartalmaz, köztük a Nibelung-ének, a Carmina Burana egy-egy kéziratos változatát, valamint az első szlovén nyelvemléket, a freisingi töredéket. Az intézmény ősnyomtatványtára 9660 tétellel rendelkezik, ennek legbecsesebb darabja egy Gutenberg-biblia. A folyóirattár állománya 47 ezres. A különgyűjtemények között említendő a térkép- és képtár, a zenei gyűjtemény, az orientalisztikai munkákat felvonultató Ázsia-gyűjtemény, valamint a 900 ezer kötetes Kelet-Európa-gyűjtemény.
A könyvtár ludwigstraßei olvasótermei 3 ezer olvasó fogadására alkalmasak. Szabadpolcon elérhető mintegy 130 ezer kötet, illetve 18 ezer folyóiratszám, ezenkívül az egyes különgyűjtemények (ősnyomtatványtár, térképtár stb.) is saját olvasótermekkel rendelkeznek. 

## Fordítás
- Ez a szócikk részben vagy egészben a  Bayerische Staatsbibliothek című német Wikipédia-szócikk ezen változatának fordításán alapul.  Az eredeti cikk szerkesztőit annak laptörténete sorolja fel. Ez a jelzés csupán a megfogalmazás eredetét és a szerzői jogokat jelzi, nem szolgál a cikkben szereplő információk forrásmegjelöléseként.